# SN 2003ld
SN 2003ld – supernowa typu II odkryta 28 grudnia 2003 roku w galaktyce UGC 148. W momencie odkrycia miała maksymalną jasność 16,80m.